# Selago trauseldii
Selago trauseldii är en flenörtsväxtart som beskrevs av Killick. Selago trauseldii ingår i släktet Selago och familjen flenörtsväxter. Inga underarter finns listade i Catalogue of Life.